# Ole Enersen
Ole Enersen (Drammen, 2002. szeptember 6. –) norvég korosztályos válogatott labdarúgó, a Strømsgodset középpályása.

## Pályafutása

### Klubcsapatokban
Enersen a norvégiai Drammen városában született. Az ifjúsági pályafutását a helyi Åssiden IF-nél kezdte, majd 2016-ban átigazolt a Strømsgodset akadémiájához.
2021-ben mutatkozott be a Strømsgodset első osztályban szereplő felnőtt csapatában. Először 2021. május 24-én, a Kristiansund ellen 1–0-ra elvesztett mérkőzés 80. percében, Tobias Fjeld Gulliksen cseréjeként lépett pályára. Első gólját 2022. június 18-án, a Sarpsborg 08 ellen 5–1-es vereséggel zárult találkozón szerezte meg.

### A válogatottban
2021-ben mutatkozott be a norvég U20-as válogatottban. Először 2021. október 7-én, Portugália ellen 2–1-re elvesztett mérkőzésen a 80. percben váltotta Joel Mvukat.

## Statisztikák
2022. augusztus 27. szerint
| Klub         | Szezon   | Osztály     | Bajnokság | Bajnokság | Kupa  | Kupa | Nemzetközi | Nemzetközi | Összesen | Összesen |
| Klub         | Szezon   | Osztály     | Meccs     | Gól       | Meccs | Gól  | Meccs      | Gól        | Meccs    | Gól      |
| ------------ | -------- | ----------- | --------- | --------- | ----- | ---- | ---------- | ---------- | -------- | -------- |
| Strømsgodset | 2021     | Eliteserien | 6         | 0         | 1     | 0    | —          | —          | 7        | 0        |
| Strømsgodset | 2022     | Eliteserien | 13        | 1         | 0     | 0    | —          | —          | 13       | 1        |
| Összesen     | Összesen | Összesen    | 19        | 1         | 1     | 0    | 0          | 0          | 20       | 1        |

## Fordítás
Ez a szócikk részben vagy egészben  az   Ole Enersen című angol Wikipédia-szócikk fordításán alapul.  Az eredeti cikk szerkesztőit annak laptörténete sorolja fel. Ez a jelzés csupán a megfogalmazás eredetét és a szerzői jogokat jelzi, nem szolgál a cikkben szereplő információk forrásmegjelöléseként.